# Maria Xiao
Maria Xiao (Calella, Catalunya, 19 de maig de 1994) és una jugadora de tennis de taula catalana. Forma part de l'UCAM Cartagena Tennis de Mesa.
Va néixer a Calella i als dos o tres anys es va traslladar amb la seva família cap a Madeira, a Portugal. Filla de la Yao Li i Daili Xiao, l'afició a tennis de taula des dels cinc anys precedia dels seus pares que també són jugadors de tennis de taula. La seva mare, Yao Li, va ser una jugadora professional de l'equip d'aquest esport del Maresme i també va tenir anys molt bons amb el Madeira en la Lliga portuguesa. De fet, va guanyar la Copa del Rei que es va disputar a Cartagena en 1994.
El desembre de 2006, amb tot just 12 anys, Maria va debutar en una gran competició internacional, el Campionat del món júnior, aconseguint la seva primera gran victòria i sent la més jove competidora. Des del 2007 al 2010 va aconseguir els quarts de final en nombroses competicions del circuit mundial júnior de la ITTF, aconseguint en 2010 la 13a plaça en els JJOO de la Joventut.
Des del 2011, va convertir-se en tot un referent en l'esport quan va declarar-se campiona en diverses competicions nacionals a Portugal i a Espanya. Va representar a la selecció de tennis de taula de Portugal amb la qual va disputar els Jocs Olímpics de Londres de 2012 com a jugadora reserva.
El 15 de març de 2020, formant parella amb Álvaro Robles aconseguirien la medalla de plata en el Torneig d'Oman, aconseguint el millor resultat històric del tennis de taula espanyol en la categoria de dobles mixt, arribant a la primera final d'una parella espanyola en el circuit internacional, que arribaria just després de la primera semifinal de la parella hispana a Doha.
A finals d'abril de 2021, va obtenir la plaça per als Jocs Olímpics de Tòquio sent la primera vegada que participa com esportista olímpica. Fou derrotada en la tercera ronda davant de la Feng Tianwei.